# Aspidimerus mouhoti

Aspidimerus mouhoti (лат.) — вид жуков рода Aspidimerus из семейства божьих коровок (Coccinellidae Latreille) (триба Aspidimerini, Scymninae). Юго-Восточная Азия.

## Распространение
Юго-Восточная Азия: Китай, Лаос.

## Описание
Мелкие жесткокрылые насекомые с овальной выпуклой сверху формой тела, длина тела 4,80 мм; ширина от 3,6 мм. Голова мелкая, более чем в 2 раза (0,36) меньше ширины надкрылий. Скутеллюм и пронотум чёрные. Надкрылья желтовато-коричневые с 3 чёрными пятнами; латеральные края чёрные. Голова желтовато-коричневая у самцов и красновато-коричневая у самок; глаза чёрные. Нижняя часть тела красновато-коричневые, кроме жёлтых ног. Жгутик усика состоит из 8 или 9 члеников. Скутеллюм субтреугольный. Общая высота от высшей точки надкрылий до метавентрита (TH): 1,58 мм, соотношение общей длины тела к наибольшей ширине (TL/TW): 1,33; соотношение длины пронотума от среднего переднего края до основания пронотума к ширине пронотума в наиболее его широкой части (PL/PW): 0,33; соотношение длины надкрылий (от вершины до основания включая скутеллюм) к их ширине (EL/EW): 1,14. От других видов рода (например, от Aspidimerus ruficrus) отличается деталями строения гениталий и окраской. Вид был впервые описан в 1874 году, а в 2013 году группой китайских энтомологов (Lizhi Huo, Xingmin Wang, Xiaosheng Chen, Shunxiang Ren; Engineering Research Center of Biological Control, Ministry of Education; College of Natural Resources and Environment, South China Agricultural University, Гуанчжоу, Китай) подтверждена синонимия с таксоном Aspidimerus sexmaculatus Pang & Mao, 1979.